# Alicja Żytkowska
Alicja Żytkowska (ur. 29 sierpnia 2001) – polska koszykarka grająca na pozycjach rzucającej lub niskiej skrzydłowej, obecnie zawodniczka Arki VBW Gdynia.

## Osiągnięcia
Stan na 18 marca 2024, na podstawie, o ile nie zaznaczono inaczej..

### Seniorskie
- Brązowa medalistka:
  - mistrzostw Polski (2024)[2]
  - I ligi (2020)[3]
- Uczestniczka międzynarodowych rozgrywek Eurocup (2022/2023)

### Młodzieżowe
5x5
- Mistrzyni Polski:
  - juniorek starszych (2018, 2020)[4][5]
  - juniorek (2019)[6]
- Wicemistrzyni Polski kadetek (2017)[7]

3x3
- Wicemistrzyni Polski 3x3 U23 (2022)
- Mistrzyni Pomorza 3x3 U23 (2021)

### Reprezentacja
- Uczestniczka:
  - mistrzostw Europy U–16 (2017 – 8. miejsce)[8]
  - FIBA U–20 Women’s European Challengers (2021)